# One Day in Your Life (canção de Michael Jackson)
"One Day in Your Life" é uma canção de 1975,lançada como single do cantor Michael Jackson para o álbum de 1975, Forever, Michael e para o álbum de 1981, One Day in Your Life. Escrito por Sam Brown III e composto por Renée Armand, gerou um modesto sucesso nos Estados Unidos e foi um grande sucesso no Reino Unido, onde se tornou a primeira gravação solo de Jackson a chegar a 1ª posição do UK Singles Chart. Foi número um no Reino Unido por 2 semanas em junho de 1981. Foi lançada pela gravadora Motown.
Passou a ser o sexto single mais vendido de 1981 no Reino Unido. 

## Cover
A cantora Gloria Estefan, fez um cover da música em seu show em Liverpool, durante a turnê "90 Millas World Tour", em uma parte do show em que ela canta em memória a Michael Jackson. Anos antes, ela já havia gravado um cover da canção em espanhol, intitulado "No Me Olvidaras". A música pode ser encontrada em seu álbum "Miami Sound Machine" , de 1980.

## Desempenho nas paradas musicais
| Parada Musical (1981)              | Posição |
| ---------------------------------- | ------- |
| Austrália - Singles Chart          | 9       |
| Holanda - Singles Chart            | 1       |
| Irlanda - Singles Chart            | 1       |
| Reino Unido - UK Singles Chart     | 1       |
| Estados Unidos - Billboard Hot 100 | 55      |

| Parada Musical (2009)          | Posição |
| ------------------------------ | ------- |
| Reino Unido - UK Singles Chart | 94      |